# Valle Lomellina
Valle Lomellina là một đô thị ở tỉnh Pavia trong vùng Lombardia của Ý, có cự ly khoảng 50 km về phía tây nam của Milan và khoảng 40 km về phía tây của Pavia. Tại thời điểm ngày 31 tháng 12 năm 2004, đô thị này có dân số 2.224 người và diện tích là 27,1 km².
Đô thị Valle Lomellina có các frazioni (các đơn vị trực thuộc, chủ yếu là các làng) Bordignana, Cascina d'Allona, và Cascina dei Risi.
Valle Lomellina giáp các đô thị sau: Breme, Candia Lomellina, Cozzo, Sartirana Lomellina, Semiana, Velezzo Lomellina, Zeme.